# Zeuxinia aeschrina
Zeuxinia aeschrina là một loài bướm đêm trong họ Erebidae.